# Ulf Lundell
Ulf Gerhard Lundell, född 20 november 1949 i Högalids församling i Stockholm, är en svensk musiker, författare och konstnär. 
År 1975 debuterade Lundell med LP:n Vargmåne. År 1976 släpptes hans första roman, Jack. Därefter har han varit mycket produktiv med ett kontinuerligt flöde av skivor och böcker. På 1980-talet slog Lundell igenom stort med låten "Öppna landskap", en låt som föreslogs som ny nationalsång.
Lundell har influerats av musiker som Bruce Springsteen, Bob Dylan, Neil Young och författare som Jack Kerouac, Allen Ginsberg och andra från beatnikrörelsen. Han har även haft stort inflytande på den svenska musikscenen, bland annat på singer-songwriters som till exempel Lars Winnerbäck, David Urwitz, Rolf Carlsson och Tomas Andersson Wij. 
Lundells gitarr, "Den vita viskningen", syns bland annat på omslaget till Natten hade varit mild och öm.
Hittills har Lundell släppt 24 studioalbum och 13 romaner. Lundell har varit Sommarvärd i Sveriges Radio fem gånger: 24 juni 1982, 23 juli 1983, 29 juni 1985, 23 juni 2007 och 22 juni 2020.

## Biografi

### Uppväxt och tidig karriär
Ulf Lundells far var smidesarbetaren Gerhard Lundell. Modern Ingrid, född Lindström, arbetade bland annat som skolmåltidsbiträde och sömmerska. Familjen bodde först på Södermalm i Stockholm, men flyttade 1960 till Saltsjö-Boo, öster om Stockholm. Fadern växte upp i Häverö som son till en änka och levde på stat innan han i artonårsåldern flyttade till Stockholm och började arbeta på smidesverkstäder. Ulf Lundell fick sin första gitarr vid tio års ålder. Lundell har en två år äldre syster Inger, vars pojkvän lärde honom hans första ackord. Under åren 1967–1975 hade Lundell en mängd diversearbeten, bland annat som brevbärare och sjukhusanställd. Under dessa år skrev han låtar och dikter som han skickade in till skivbolag och bokförlag. En av dikterna, "En gång tog jag tåget bort", tonsattes av Pugh Rogefeldt och släpptes på singel med Rogefeldt, kompad av Nature.
Lundell skickade en demo till MNW, som refuserade den för att "materialet inte var tillräckligt starkt", samt ytterligare två till Silence, som inte heller gav honom någon lycka. När han sedan skickade en demo till EMI i oktober 1974 ville de snabbt göra en LP med honom. 1975 albumdebuterade han med skivan Vargmåne. Året efter, 1976, kom debutromanen Jack, med vilken han slog igenom. Romanen handlar om upproret mot medelsvenssons inskränkta liv i efterdyningarna av det politiska upproret vid 1960-talets slut. Boken trycktes i en första upplaga i 3 000 exemplar men såldes i 200 000 exemplar. Göran Greider har karakteriserat boken som den sista riktigt vitala arbetarromanen. Under tiden då debutboken släpptes hade han redan börjat spela in uppföljaren till Vargmåne. Den skulle komma att heta Törst och lanserades tre månader efter Jack. Efter detta flöt skrivandet på och ytterligare två böcker utgavs under 1970-talet. Albumet Törst följdes upp av liveplattan Natten hade varit mild och öm, med Nature som kompband, året efter. Skivan Nådens år skulle 1978 bli hans tredje studioalbum, innehållande bland annat en duett med Agnetha Fältskog; "Snön faller och vi med den". År 1979 kom hans fjärde studioalbum Ripp rapp, med låtar som "Rom i regnet" och "(Oh la la) jag vill ha dej", en skiva som var rockigare än hans tidigare.
1976–78 fungerade Mats Ronanders band Nature som kompband för Lundell.

### 1980-talet
Den 12 september 1980 släppte Lundell skivan Längre inåt landet, som spelades in i England. Skivan innehåller bland annat låtar som "Glad igen" och "Stackars Jack". Den sistnämnda var en kommentar på kritiken Lundell fick för att människor influerats av levernet i hans debutroman Jack. Två år senare, 1982, släppte Lundell skivan Kär och galen, som innehöll hans mest välkända alster; sången "Öppna landskap". Den gjorde honom till en av Sveriges största artister och sålde fyra gånger platina, det vill säga över 400 000 exemplar enligt de regler som gällde då.  Andra låtar som blev populära från Kär och galen var titelspåret "Kär och galen" och "När jag kysser havet".
I väntan på en riktig uppföljare till Kär och galen spelade Lundell in två skivor; en där han tolkade engelska låtar med svenska texter, Sweethearts, och en helt akustisk platta, 12 sånger. Lundell hade svåra alkoholproblem under den här tiden, vilket bland annat ledde till att inspelningen av hans kommande skiva fick skjutas upp ett flertal gånger. Under sommarturnén 1985 gjorde han bland annat en katastrofal spelning i Borgholm berusad, vilket satte honom på en del löpsedlar. På hösten släpptes Den vassa eggen, ett album starkt påverkat av den skilsmässa Lundell genomgick vid tiden för inspelningen. Den vassa eggen blev kritikerrosad och följdes upp med ännu en skandalturné på hösten samma år. Under 1987 släpptes dels Tårpilen, den enda bok som Lundell erkänt att han skrivit under berusning, dels albumet Det goda livet.
Lundells alkoholism blev ett betydande problem för honom både som person och som artist från mitten av 1980-talet. Omkring 1987 insåg han att han var tvungen att ta tag i saken. Han gick med i en tolvstegsgemenskap, genomgick en frikyrklig omvändelse och döptes kort därefter (1988) i Ebeneserkyrkan. Hans nyvunna kristna tro kom att färga albumet Evangeline som släpptes samma år. 1989 släppte han självbiografin En varg söker sin flock och albumet Utanför murarna. Han blev även verksam som bildkonstnär från och med 1989.

### 1990–nutid

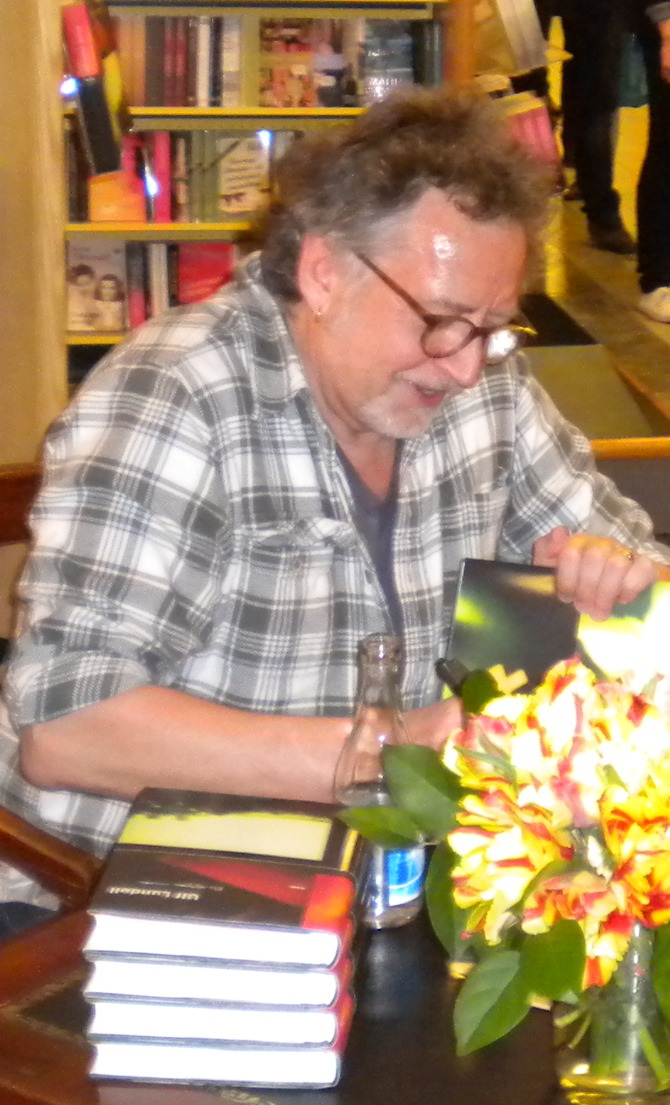
Lundell signerar En öppen vinter, Stockholm 2010.

Det skulle dröja till 1992 med en ny bok eller skiva, då romanen Saknaden släpptes. Boken kom att bli den första delen i en trilogi. 1993 släppte han skivan Måne över Haväng, som innehåller låtar som bland annat "Rött" och "Isabella". Detta var det första album som Lundell producerade helt på egen hand. 1994 bildade han egna produktionsbolaget Rockhead Studios AB, med dotterbolagen Rockhead Productions och Rockhead Art, samt bifirman Rockhead Music. Samma år släppte han även den akustiska plattan Xavante. Vid den här tiden satsade Lundell mer på musiken än på författandet.
1995 firade han 20 år som artist. Året därpå släpptes dubbelalbumet På andra sidan drömmarna och liveskivan Bosnia. Vid den här tiden kan man märka av att han inspirerats mer av Neil Young än tidigare Springsteen och Dylan, framförallt på skivan Fanzine (1999), som är en skiva som är delvis studioinspelad och delvis live. 1999 släppte han också sin första bok på sju år, uppföljaren till Saknaden; romanen Friheten. 
Skivan I ett vinterland (2000) kom att bli hans näst mest sålda skiva. Skivan följdes upp två år senare med dubbelalbumet Club Zebra, en skiva som blev albumetta i Sverige 17 oktober 2002. Sedan följde fyra studioalbum fram till 2005; den akustiska En eld ikväll och albumtrilogin OK Baby OK, Högtryck och Lazarus. 2005 blev ett riktigt produktivt år för Lundell med två album och romanen Värmen, den sista delen i en trilogi, tillsammans med Saknaden och Friheten. Detta var samma år som han firade 30 år som artist.
Hösten 2008 turnerade Lundell för första gången på över två år och släppte även sin första studioskiva på tre år. Under turnépremiären i Gävle berättade Lundell att han skulle sluta turnera. Turnén fortsatte 2009 med en på våren och en på sommaren. I samband med dessa erkände han att han ljög och inte kommer sluta turnera. Han har förklarat att han håller på att ta avsked från artistkarriären, men att det är ett långt avsked. 2010 släppte Lundell en ny bok, En öppen vinter, även innehållande en skiva med 11 nyskrivna låtar.
Sommaren 2010 genomförde Lundell ytterligare en ny turné, under vilken han slog publikrekord för en svensk artist på Gröna Lund den 30 juli. Publikantalet uppgick till 22 827 personer och med den siffran är han endast slagen av Bob Marley (32 000) samt Lady Gaga (23 000). En konsertturné som skulle ha genomförts under våren 2011 ställdes in på grund av sjukdom. Hösten 2012 släppte Lundell Rent förbannat, den första egentliga studioskivan på fem år. Den följdes av en inomhusturné kort därefter och en sommarturné 2013. Senare under året släpptes också studioplattan Trunk.
Ulf Lundells turné hösten och vintern 2015 annonserades som hans sista turné, efter att han skrivit i pressmeddelandet: "40 år kan räcka. Jag har levererat." Turnén avslutades på Göta Lejon i Stockholm nyårsafton 2015.
I januari 2018 släppte Lundell 34 nya låtar, som lades ut på den officiella hemsidan och i slutet av mars på Spotify, under titeln Skisser. Skisser utgavs 30 mars 2018 även som dubbel-cd innehållande 27 låtar. Sju låtar från Skisser spelades därefter in i studio och släpptes 2019 på albumet Tranorna kommer. Därefter gjorde han en sommarturné på 17 spelningar, med start i Helsingborg på Sofiero Slott 29 juni och med slut i Göteborg på Trädgårdsföreningen 24 augusti.
En ny version av cd:n Omaha från  2008 släpptes i september 2019 som Omaha: Ruff. Den innehåller alternativa naknare mixar av  låtarna, utan många av originalutgåvans tillägg. Den 22 november samma år kom singeln "Stockholm i december". Den innehåller även en tidigare outgiven liveversion av "En eld ikväll", inspelad i Göteborg i november 2008. Dessutom gav han två julkonserter på Berns i Stockholm den 22–23 december. 2023 släpptes julalbumet Rött guld, med bland annat en nyinspelning av "Snart kommer änglarna att landa".

## Familj
Lundell var gift första gången 1977–1988 med Barbro Zackrisson, andra gången 1989–1992 med Fredrika Gunnarsdotter Stjärne och tredje gången 2014–2017 med Sofia Möller. Han har fyra barn: Carl Lundell, Sanna Lundell och Love Lundell från det första äktenskapet och dottern Sasha från det andra.

## Diskografi

### Studioalbum
- 1975 – Vargmåne
- 1976 – Törst
- 1978 – Nådens år
- 1979 – Ripp Rapp
- 1980 – Längre inåt landet
- 1981 – Preskriberade romanser 1978-1981
- 1982 – Kär och galen
- 1984 – Sweethearts
- 1984 – 12 sånger
- 1985 – Den vassa eggen
- 1987 – Det goda livet
- 1988 – Evangeline
- 1989 – Utanför murarna
- 1992 – Preskriberade romanser 1978-1988, utökad version på CD av samlingen från 1981
- 1993 – Måne över Haväng
- 1994 – Xavante
- 1996 – På andra sidan drömmarna
- 1997 – Män utan kvinnor
- 1998 – Slugger
- 1999 – Fanzine (Delvis live)
- 2000 – I ett vinterland
- 2002 – Club Zebra
- 2003 – En eld ikväll
- 2004 – OK Baby OK
- 2005 – Högtryck
- 2005 – Lazarus
- 2008 – Omaha
- 2010 – En öppen vinter
- 2012 – Rent förbannat
- 2013 – Trunk
- 2018 – Skisser
- 2019 – Tranorna kommer
- 2019 – Omaha: ruff[18]
- 2020 – Telegram
- 2023 – Rött guld

## Livealbum
- 1977 – Natten hade varit mild och öm
- 1993 – Maria kom tillbaka
- 1996 – Bosnia
- 2011 – Roskilde Orange Stage 1999
- 2011 – Unplugged Solo
- 2020 – Rockhead live: #1 Sthlm Berns, 22 dec. 2019
- 2020 – Rockhead live: #2 Göta Lejon, Sthlm 21. Okt. 1980
- 2021 – Cirkus: Corona (Live)

### Samlingsalbum
- 1981 – Innan jag anfölls av indianerna (8-LP box)
- 1991 – Livslinjen 1975-91 (5-CD Samlingsbox)
- 1995 – Rebeller
- 1995 – Öppna landskap 75-95
- 1995 – Slutna rum 75-95
- 1999 – Når jeg kysser havet (Samling för Norge)
- 2006 – När jag kysser havet - Det bästa 1: 75-84
- 2006 – Danielas hus - Det bästa 2: 84-94
- 2006 – Venus & Jupiter - Det bästa 3: 95-05
- 2007 – Under vulkanen, 1972-2007 (Box, 14 CD + 2 DVD med singelbaksidor, samlingsskivespår samt outgivet material)
- 2015 – Hemåt Genom Rift Valley 1975-2015 (Box, 68 CD)

### DVD
- 2006 – Live på Tyrol (Dubbel-DVD)
- 2009 – Club Zebra (Dubbel-DVD)

### Romaner
- 1976 – Jack
- 1977 – Sömnen
- 1979 – Vinter i paradiset
- 1981 – Kyssen
- 1983 – Hjärtats ljus
- 1987 – Tårpilen
- 1989 – En varg söker sin flock
- 1992 – Saknaden
- 1999 – Friheten
- 2003 – Frukost på en främmande planet
- 2004 – Mer än hennes mun
- 2005 – Värmen
- 2008 – Vädermannen
- 2009 – 6 pjäser
- 2010 – En öppen vinter
- 2011 – Allt är i rörelse
- 2014 – Visenterna
- 2018 – Vardagar
- 2019 – Vardagar 2
- 2020 – Vardagar 3
- 2021 – Vardagar 4
- 2021 – Vardagar 5
- 2022 – Vardagar 6
- 2022 – Vardagar 7
- 2023 – Vardagar 8
- 2023 – Vardagar 9
- 2024 – Vardagar 10
- 2024 – Vardagar 11
- 2025 – Vardagar 12

### Lyrik
- 1972 – Modus Vivendi, Molngrabb!
- 1979 – Fruset guld
- 1981 – Det är långt mellan lycka och leda
- 1984 – Tid för kärlek

## Filmmanus
- 1977 – Jack
- 1984 – Sömnen

## Priser och utmärkelser
- Rockbjörnen - Årets svenska manliga artist och Årets svenska album 1979
- Rockbjörnen - Årets svenska manliga artist 1980
- Rockbjörnen - Årets svenska manliga artist och Årets svenska album 1982
- Svenska fonogramartistpriset 1985
- Stockholms stads Bellmanpris 1994
- Piratenpriset  2000
- Evert Taube-stipendiet 2005
- H.M. Konungens medalj 2009
- Invald i Swedish Music Hall of Fame 2015
- Doblougska priset 2017